# Cloudpoint
Der Begriff Cloudpoint (CP; englisch: cloud point) bezeichnet eine Kälteeigenschaft von Dieselkraftstoff und Heizöl. Er bezeichnet die Temperatur in Grad Celsius, bei der ein blankes, flüssiges Produkt unter definierten Prüfbedingungen durch die Bildung von Paraffinkristallen trüb oder wolkig wird (Tyndall-Effekt). Der Cloud Point darf für Heizöl extraleicht nach DIN 51603-1 maximal bei 3 °C liegen. Bei Dieselkraftstoff ist der Cloud Point laut EN 590 nicht spezifiziert. Markenhersteller haben jedoch eine interne Spezifikation, die – je nach Jahreszeit – von +5 °C bis −9 °C reicht (zur Erläuterung, siehe Filtrierbarkeitsgrenze (cold filter plugging point)).
Der Cloudpoint allein ist nicht aussagekräftig für die Einsatzfähigkeit von Heizöl bei niedrigen Temperaturen, da die Eintrübung zunächst keine Auswirkungen auf die Anwendbarkeit hat. Erst die Kombination von Cloudpoint und Filtrierbarkeitsgrenze, der Temperatur, an dem ein Prüffilter verstopft, ist entscheidend für die Beurteilung der Kälteeigenschaften.
Eine ähnliche Methode für Kerosin wird unter Gefrierpunkt (engl.: Freezing Point (ISO 3013)) beschrieben.
Die Bestimmung des Cloudpoints erfolgt gemäß ISO 3015.

## Begriffsabgrenzung
Der Cloudpoint wird häufig auch als Trübungspunkt bezeichnet. Das kollidiert mit dem sogenannten Trübungspunkt (Turbidity Point) nach ASTM D 4176, der das Verhalten des gelösten Wassers in der Mischung charakterisiert. Der Begriff Kristallisationspunkt kollidiert mit DIN 51798 (Benzol-„Gefrierpunkt“), bzw. mit DIN 51782 (Kühlmittel/Kältetechnik). Außerdem wird „Kristallisationspunkt“ in einigen Quellen auch – fälschlicherweise – synonym für Freezing Point verwendet. Die DIN-Norm spricht von „Cloudpoint“.